# Zoltán Schenker
Zoltán Schenker, född 13 oktober 1880 i Sânmartin, död 25 augusti 1966 i Budapest, var en ungersk fäktare.
Schenker blev olympisk guldmedaljör i sabel vid sommarspelen 1912 i Stockholm.